# Francesca Jones
Francesca Jones (Leeds, 19 settembre 2000) è una tennista inglese. In carriera ha vinto due tornei WTA 125 in singolare e ha raggiunto come miglior posizione la posizione 84 nella classifica WTA.

## Biografia

### Primi anni
Francesca Jones è nata con quattro dita per mano (tra cui i pollici), mentre sui piedi conta in tutto sette dita, a causa della sindrome EEC, una rarissima condizione genetica.
La Jones ha iniziato a giocare a tennis all'età di cinque anni all'Heaton Tennis Club., nonostante lo scetticismo espresso dai medici. A nove anni si è trasferita a Barcellona per iscriversi alla alla Sanchez Casal Tennis Academy.

### Carriera
Durante l'Australian Open 2021, è riuscita a qualificarsi per la prima volta in carriera ad una prova del Grand Slam.
Ha vinto 9 titoli in carriera nel circuito ITF.
Il 31 marzo 2024, Jones raggiunge la sua prima finale WTA 125 della carriera al San Luis Open, giocato appunto a San Luis Potosí, dove in finale è stata sconfitta dalla argentina testa di serie numero 4 Nadia Podoroska con il punteggio di 1-6, 2-6.
Il 13 luglio 2025, Francesca vince il primo titolo WTA 125 della carriera al Grand Est Open 88, disputato a Contrexéville, dove sconfigge in finale la francese gocatrice di casa Elsa Jacquemot con il punteggio di 6-4, 7-6(2). Due settimane dopo, il 27 luglio, Jones si aggiudica il secondo titolo WTA 125 della carriera agli Internazionali Femminili di Palermo, non perdendo un set durante tutto il torneo e superando in finale l'olandese Anouk Koevermans con il punteggio di 6-3, 6-2 in 1 ora 10 minuti di gioco; questo risultato la proietta nelle prime 100 della classifica mondiale, piazzandosi precisamente al numero 84, e diventa la prima tennista britannica nei 36 anni della storia del torneo a riuscire a vincerlo.

## Circuito WTA 125

### Singolare

#### Vittorie (2)
| N. | Data           | Torneo                           | Superficie  | Avversaria in finale | Punteggio   |
| 1. | 13 luglio 2025 | Grand Est Open 88, Contrexéville | Terra rossa | Elsa Jacquemot       | 6-4, 7-6(2) |
| 2. | 27 luglio 2025 | Palermo Ladies Open, Palermo     | Terra rossa | Anouk Koevermans     | 6-3, 6-2    |

#### Sconfitte (1)
| N. | Data          | Torneo                         | Superficie  | Avversaria in finale | Punteggio |
| 1. | 31 marzo 2024 | San Luis Open, San Luis Potosí | Terra rossa | Nadia Podoroska      | 1-6, 2-6  |

## Statistiche ITF

### Singolare

#### Vittorie (9)
| Torneo $100.000 (0) |
| Torneo $80.000 (0)  |
| Torneo $75.000 (0)  |
| Torneo $60.000 (3)  |
| Torneo $50.000 (0)  |
| Torneo $40.000 (1)  |
| Torneo $25.000 (2)  |
| Torneo $15.000 (3)  |
| Torneo $10.000 (0)  |

| N. | Data            | Torneo                                         | Superficie      | Avversaria in finale   | Score            |
| 1. | 5 novembre 2017 | Copa CIT, Asunción                             | Terra rossa     | Fernanda Brito         | 6–3, 7–6(0)      |
| 2. | 22 aprile 2018  | Torneo Centenario Club Comercio, Villa Dolores | Terra rossa     | Victoria Bosio         | 4–6, 6–4, 6–2    |
| 3. | 29 luglio 2018  | Tampere Open, Tampere                          | Terra rossa     | Bojana Marinković      | 6–2, 7–6(2)      |
| 4. | 9 giugno 2019   | BelGlobalGarant Cup, Minsk                     | Terra rossa     | Stephanie Wagner       | 6–3, 1–6, 6–2    |
| 5. | 16 giugno 2019  | BelGlobalGarant Cup, Minsk                     | Terra rossa     | Jaqueline Cristian     | 7–6(6), 4–6, 6–1 |
| 6. | 18 luglio 2021  | Engie Open de Biarritz, Biarritz               | Terra rossa     | Oksana Selechmet'eva   | 6–4, 7–6(4)      |
| 7. | 26 maggio 2024  | Città di Grado Tennis Cup, Grado               | Terra rossa     | Kathinka von Deichmann | 6-1, 7-5         |
| 8. | 30 marzo 2025   | Circuito Banco BRB, Vacaria                    | Terra rossa (i) | Léolia Jeanjean        | 1-6, 6-4, 6-1    |
| 9. | 11 maggio 2025  | Advantage Cars Praga Open, Praga               | Terra rossa     | Ena Shibahara          | 6-3, 6-4         |

#### Sconfitte (6)
| Torneo $100.000 (0) |
| Torneo $80.000 (0)  |
| Torneo $75.000 (0)  |
| Torneo $60.000 (1)  |
| Torneo $50.000 (0)  |
| Torneo $40.000 (0)  |
| Torneo $25.000 (3)  |
| Torneo $15.000 (2)  |
| Torneo $10.000 (0)  |

| N. | Data              | Torneo                                          | Superficie  | Avversaria in finale | Score         |
| 1. | 10 settembre 2017 | Hammamet Open, Hammamet                         | Terra rossa | Emily Arbuthnott     | 6–3, 5–7, 4–6 |
| 2. | 22 luglio 2018    | Ladies Future Vienna, Vienna                    | Terra rossa | Marta Leśniak        | 0–6, 3–6      |
| 3. | 4 aprile 2021     | Torneo Internacional Dove MenCare+, Villa María | Terra rossa | Beatriz Haddad Maia  | 7–5, 4–6, 2–6 |
| 4. | 12 settembre 2021 | Elle Spirit Open, Montreux                      | Terra rossa | Beatriz Haddad Maia  | 4–6, 3–6      |
| 5. | 23 aprile 2023    | Guayaquil Bank Cup, Guayaquil                   | Terra rossa | Julia Riera          | 2-6, 5-7      |
| 6. | 25 febbraio 2024  | Hammamet Open, Hammamet                         | Terra rossa | Lucija Ćirić Bagarić | 1-2 rit.      |

### Doppio

#### Sconfitte (1)
| Torneo $100.000 (0) |
| Torneo $80.000 (0)  |
| Torneo $75.000 (0)  |
| Torneo $60.000 (0)  |
| Torneo $50.000 (0)  |
| Torneo $40.000 (0)  |
| Torneo $25.000 (0)  |
| Torneo $15.000 (0)  |
| Torneo $10.000 (1)  |

| N. | Data           | Torneo                  | Superficie  | Compagna          | Avversarie in finale                | Score    |
| 1. | 21 maggio 2016 | Hammamet Open, Hammamet | Terra rossa | Emmanuelle Girard | Natalija Kostić Ganna Poznichirenko | 4–6, 4–6 |